# Белоозерский (заказник)
Белоозерский заказник (баш. Аҡкүл заказнигы) — государственный природный зоологический заказник республиканского значения, расположенный в западной части  Гафурийского района Республики Башкортостан.

## Обзор
Заказник организован в соответствии с Постановлением Совета Министров Башкирской АССР от 21 августа 1957 года N 458. Постановлением Правительства Республики Башкортостан от 25 августа 2005 года N 189 заказник закреплён за государственным бюджетным учреждением «Дирекция по особо охраняемым природным территориям Республики Башкортостан». Заказник образован с целью сохранения и увеличения численности ценных видов диких животных.
Заказник создан на участках лесного фонда, землях водного фонда и землях сельскохозяйственного назначения. Площадь заказника составляет 8005 га.
В заказнике встречается более 40 видов млекопитающих и 120 видов птиц. Из них свыше 50 видов — охотничьи животные. Особой охране подлежат: лось, бобр, зайцы, рысь, лисица, куница, норка американская, ондатра, водоплавающая дичь. Из видов, занесённых в Красную книгу Республики Башкортостан, — лебедь-шипун, серый гусь, серая куропатка, серый журавль.